# Campionati italiani maschili assoluti di atletica leggera 1942
I XXXIII campionati italiani assoluti di atletica leggera si svolsero presso lo stadio del Littoriale di Bologna l'11 e il 12 luglio 1942. La gara del decathlon di tenne il 24 e 25 ottobre a Milano, mentre i 3000 metri siepi si corsero a Parma l'8 novembre. Il titolo della marcia 10 000 metri fu invece assegnato il 19 luglio a Trieste e quelli delle staffette il 14 giugno a Parma, insieme ad altre gare di contorno non valide per i campionati italiani.
Il campionato italiano di maratonina si corse sulla pista di Firenze, con la nuova migliore prestazione nazionale di Ettore Padovani sui 25 km. La maratona di corse il 2 agosto a Novara, dove il 6 settembre si tenne anche la gara della marcia 50 km.

## Risultati

### Le gare dell'11-12 luglio a Bologna
| Specialità             | Oro                                                   | Prestazione | Argento                                                | Prestazione | Bronzo                                                  | Prestazione |
| Corse                  |                                                       |             |                                                        |             |                                                         |             |
| 100 m                  | Orazio Mariani Gruppo Sportivo Baracca Milano         | 10"7        | Michele Tito Gruppi Sportivi Fiamme Gialle             | 10"7        | Enrico Perucconi Pro Patria Oberdan Milano              | 10"8        |
| 200 m                  | Carlo Monti Pro Patria Oberdan Milano                 | 21"9        | Orazio Mariani Gruppo Sportivo Baracca Milano          | 22"0        | Aldo Ferassutti Associazione Sportiva Udinese           | 22"0        |
| 400 m                  | Mario Lanzi Dopolavoro Lane Rossi Schio               | 48"1        | Aldo Ferassutti Associazione Sportiva Udinese          | 49"2        | Luigi Paterlini Pro Patria Oberdan Milano               | 49"8        |
| 800 m                  | Mario Lanzi Dopolavoro Lane Rossi Schio               | 1'51"9      | Egisto Pederzoli Dopolavoro Ansaldo Genova             | 1'55"6      | Delso Gurian GUF Bolzano                                | 1'56"0      |
| 1500 m                 | Guerrino Vitale Dopolavoro Ansaldo Genova             | 3'57"2      | Adelmo D'Ercole ASSI Giglio Rosso                      | 3'57"8      | Oscar Barletta GUF Roma                                 | a spalla    |
| 5000 m                 | Giuseppe Beviacqua Dopolavoro ILVA Savona             | 14'50"4     | Carlo Bertocchi 6ª legione Milizia ferroviaria Bologna | 15'14"6     | Giovanni Cultrone Gruppo Sportivo Baracca Milano        | 15'23"6     |
| 110 m hs               | Giulio Dentis Dopolavoro ferroviario Torino           | 15"5        | Gianni Caldana Pro Patria Oberdan Milano               | 15"6        | Guido Gritti Gruppo Sportivo Baracca Milano             | 15"9        |
| 400 m hs               | Armando Filiput Unione Ginnastica Goriziana           | 55"3        | Giuseppe Fantone Pro Patria Oberdan Milano             | 55"6        | Guerrino Colautti Società Sportiva Giovinezza Trieste   | 55"9        |
| Salti                  |                                                       |             |                                                        |             |                                                         |             |
| Salto in alto          | Alfredo Campagner Dopolavoro Lane Rossi Schio         | 1,93 m      | Carlo Giusta GUF Torino                                | 1,85 m      | Renato Dotti Virtus Bologna Sportiva                    | 1,80 m      |
| Salto con l'asta       | Dino Conchi Dopolavoro Lane Rossi Schio               | 3,90 m      | Carlo Pozzoli Pro Patria Oberdan Milano                | 3,90 m      | Mario Romeo Gruppo Sportivo Baracca Milano              | 3,80 m      |
| Salto in lungo         | Gino Pederzani 6ª legione Milizia ferroviaria Bologna | 7,37 m      | Armando Ossena Società Ginnastica Costantino Reyer     | 7,19 m      | Gianni Caldana Pro Patria Oberdan Milano                | 7,04 m      |
| Salto triplo           | Giuseppe Cuccotti GUF Roma                            | 14,03 m     | Antonio Milanese Dopolavoro FIAT Torino                | 13,92 m     | Luciano Castello Unione Atletica Alessandria            | 13,54 m     |
| Lanci                  |                                                       |             |                                                        |             |                                                         |             |
| Getto del peso         | Angiolo Profeti ASSI Giglio Rosso                     | 14,63 m     | Alberto Paolone GUF Napoli                             | 13,89 m     | Carlo Bertocchi 6ª legione Milizia ferroviaria Bologna  | 13,73 m     |
| Lancio del disco       | Adolfo Consolini Pro Patria Oberdan Milano            | 50,57 m     | Giuseppe Tosi Società Sportiva Bruno Mussolini         | 50,20 m     | Aroldo Spaggiari 6ª legione Milizia ferroviaria Bologna | 45,23 m     |
| Lancio del martello    | Teseo Taddia Gruppo Sportivo Baracca Milano           | 49,36 m     | Mario Sargiano Dopolavoro ILVA Savona                  | 48,74 m     | Ruggero Castagnetti Gruppi Sportivi Fiamme Gialle       | 47,29 m     |
| Lancio del giavellotto | Amos Matteucci Pro Patria Oberdan Milano              | 57,88 m     | Raffaele Drei Pro Patria Oberdan Milano                | 56,40 m     | Bruno Rossi Virtus Bologna Sportiva                     | 56,38 m     |

### La mezza maratona del 3 maggio a Firenze
| Specialità                      | Oro                                         | Prestazione | Argento                         | Prestazione | Bronzo | Prestazione |
| Mezza maratona (25 km su pista) | Ettore Padovani Fondazione Bentegodi Verona | 1h23'21"8   | Salvatore Costantino GUF Napoli | 1h24'23"4   |        |             |

### Le staffette del 14 giugno a Parma
| Specialità        | Oro                                                                                            | Prestazione | Argento                   | Prestazione | Bronzo                           | Prestazione |
| Staffetta 4×100 m | Pro Patria Oberdan Milano Franco Muzzana Gianni Caldana Edoardo Daelli Enrico Perucconi        | 42"6        | Gruppo Sportivo Corridoni | 43"7        | GUF Roma                         | 44"6        |
| Staffetta 4×400 m | Pro Patria Oberdan Milano Gianfranco Fumagalli Luigi Paterlini Giuseppe Fantone Bruno Mainardi | 3'23"6      | GS Baracca Milano         | 3'26"5      | Società Sportiva Bruno Mussolini | 3'27"5      |

### La marcia 10000 metri del 19 luglio a Trieste
| Specialità      | Oro                                                        | Prestazione | Argento                                     | Prestazione | Bronzo                                      | Prestazione |
| Marcia 10 000 m | Giuseppe Kressevich 5ª legione Milizia ferroviaria Trieste | 47'12"2     | Malerba Società Ginnastica Costantino Reyer | 47'50"0     | Luciano Crola Dopolavoro ferroviario Milano | 48'59"2     |

### La maratona del 2 agosto a Novara
| Specialità | Oro                                     | Prestazione | Argento                                     | Prestazione | Bronzo                                  | Prestazione |
| Maratona   | Francesco Roccati Doolavoro FIAT Torino | 2h49'45"2   | Ettore Padovani Fondazione Bentegodi Verona | 2h51'28"0   | Michele Fanelli Vigili del fuoco Napoli | 2h54'22"6   |

### La marcia 50 km del 6 settembre a Novara
| Specialità   | Oro                                             | Prestazione | Argento                              | Prestazione | Bronzo                                      | Prestazione |
| Marcia 50 km | Alighiero Guglielmi Fondazione Bentegodi Verona | 4h58'06"8   | Pietro Mazza Ginnastica Comense 1872 | 5h06'05"8   | Luciano Crola Dopolavoro ferroviario Milano | 5h09'37"0   |

### Il decathlon del 24-25 ottobre a Milano
| Specialità | Oro                        | Prestazione | Argento                                 | Prestazione | Bronzo                   | 'Prestazione |
| Decathlon  | Alberto Paolone GUF Napoli | 6335 p.     | Gervasio Bastino Dopolavoro FIAT Torino | 6247 p.     | Mario Mercatali GUF Roma | 4713 p.      |

### I 3000 metri siepi dell'8 novembre a Parma
| Specialità   | Oro                                                    | Prestazione | Argento                                          | Prestazione | Bronzo                                             | 'Prestazione |
| 3000 m siepi | Carlo Bertocchi 6ª legione Milizia ferroviaria Bologna | 9'32"0      | Giovanni Cultrone Gruppo Sportivo Baracca Milano | 9'42"6      | Ilario Ugolini Società Ginnastica Costantino Reyer | 10'11"8      |

### I 10000 metri piani
| Specialità | Oro                                       | Prestazione | Argento | Prestazione | Bronzo | 'Prestazione |
| 10 000 m   | Giuseppe Beviacqua Dopolavoro ILVA Savona | 31'34"6     |         |             |        |              |